# Charles Cathcart, 2. Earl Cathcart

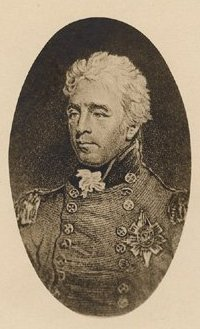
Charles Cathcart, 2. Earl Cathcart

Charles Murray Cathcart, 2. Earl Cathcart, GCB (* 21. Dezember 1783 in Walton-on-the-Naze, Essex; † 16. Juli 1859 in St Leonards-on-Sea, Hastings, Sussex) war ein britischer General.

## Leben
Charles Murray Cathcart war der älteste Sohn des Generals und Diplomaten William Cathcart, 1. Earl Cathcart, aus dessen Ehe mit Elizabeth Elliot. Als Heir apparent seines Vaters führte er von 1814 bis 1843 den Höflichkeitstitel Baron Greenock.
Er besuchte ab 1793 das Eton College und trat 1800 als Offizier des 2nd Regiment of Life Guards in die British Army ein. Er kämpfte 1805/6 unter Sir James Craig im Mittelmeerraum. 1809 nahm er als Major an der erfolglosen Walcheren-Expedition teil und kämpfte darauf als Lieutenant-Colonel im Peninsular War bei Barossa, Salamanca und Vitoria. 1814 diente er als Stabschef des Generalquartiermeisters Sir Thomas Graham, der mit seiner Tante verheiratet war, in Holland. Er kämpfte unter Wellington bei Waterloo, wo ein Pferd unter ihm erschossen wurde.
1819 wurde Cathcart zum Colonel und 1830 zum Major-General befördert. 1837 wurde er Gouverneur von Edinburgh Castle, 1841 Lieutenant-General. 1843 erbte er beim Tod seines Vaters dessen Adelstitel als 2. Earl Cathcart, 10. Lord Cathcart und 2. Baron Greenock und wurde dadurch Mitglied des britischen House of Lords. Er amtierte als Colonel of the Regiment der 11th Hussars (1842–1847), der 3rd Dragoon Guards (1847–1851) und der 1st Dragoon Guards (1851–1859). Von 1846 bis 1849 fungierte er als Oberbefehlshaber der britischen Truppen in Kanada. Zeitweise war damit auch das Amt des Generalgouverneurs der Provinz Kanada verbunden. Nach seiner Rückkehr ins Vereinigte Königreich erhielt er das Kommando über den nördlichen Militärdistrikts in England. 1854 wurde er anlässlich seines Ausscheidens aus dem aktiven Dienst zum General befördert.
Cathcart interessierte sich auch sehr für Naturwissenschaften und wurde 1833 zum Fellow der Royal Society of Edinburgh gewählt. Ein 1841 auf seinem Land entdecktes Mineral wurde nach ihm Greenockit benannt. Der in der Schlacht bei Inkerman gefallene General Sir George Cathcart (1794–1854) war sein Bruder.
Cathcart starb 1859.

## Ehe und Nachkommen
1819 heiratete er Henrietta Mather († 1872). Mit ihr hatte er sechs Kinder:
- Lady Elizabeth Cathcart (1821–1896), ⚭ 1843 Sir John Douglas († 1887);
- Lady Henrietta Louisa Frances Cathcart (1823–1869);
- Hon. Charles Cathcart (1824–1825);
- Alan Frederick Cathcart, 3. Earl Cathcart (1828–1905), ⚭ 1850 Elizabeth Mary Crompton;
- Hon. Augustus Murray Cathcart (1830–1914), ⚭ 1866 Hon. Jean Mary Orde-Powlett († 1931), Tochter des William Orde-Powlett, 3. Baron Bolton;
- Lady Adelaide Cathcart (1833–1871), ⚭ 1850 John Randolphus de Trafford (1820–1879).

## Orden und Ehrenzeichen
- 1815: Companion des Order of the Bath (CB)
- 1838: Knight Commander des Order of the Bath (KCB)
- 1859: Knight Grand Cross des Order of the Bath (GCB)

- 1815: Orden des Heiligen Wladimir (Russland)
- 1815: Militär-Wilhelms-Orden (Niederlande)